# Morti nel 1203
| Questa pagina contiene informazioni ricavate automaticamente dalle voci biografiche con l'ausilio del template Bio e di un bot. L'aggiornamento è periodico e automatico e ricostruisce completamente la pagina. Se manca una persona in questa lista, sei pregato di non aggiungerla, ma accertati piuttosto che la sua voce biografica contenga il template Bio e che i dati anagrafici siano correttamente compilati. Se il template Bio manca, inseriscilo tu stesso o, in alternativa, metti l'avviso {{tmp\|Bio}} che ne segnala la mancanza. Se i dati riportati sono sbagliati, correggi direttamente la voce biografica; le modifiche saranno visibili in questa lista entro pochi giorni. Per chiarimenti vedi il progetto biografie. La lista contiene solo le 10 persone che sono citate nell'enciclopedia e per le quali è stato implementato correttamente il template Bio. Pagina aggiornata al 13 gen 2025. |

- 3 gennaio - Guglielmo III di Chalon, conte
- 21 gennaio - Agnese II di Quedlinburg, badessa tedesca (n. 1139)
- 3 aprile - Arturo I di Bretagna, nobile (n. 1187)
- 4 novembre - Teodorico VII d'Olanda, conte
- Raimon d'Agout (n. 1130)
- Alberto IV degli Alberti, nobile italiano (n. 1143)
- Guglielmo di Parigi, religioso francese
- Simone di Tournai, filosofo e teologo francese (n. 1130)
- Stefano di Tournai, vescovo francese (n. 1128)
- Barisone I di Gallura